# Stazione di Lisiera
Stazione di Lisiera vasútállomás Olaszországban, Veneto régióban, Bolzano Vicentino településen.

## Vasútvonalak
Az állomást az alábbi vasútvonalak érintik:
- Vicenza-Treviso-vasútvonal

## Kapcsolódó állomások
A vasútállomáshoz az alábbi állomások vannak a legközelebb: 
- Stazione di San Pietro in Gù (Stazione di Treviso Centrale)
- Stazione di Vicenza (nincs)